# 破產禿頭
班傑明·里奇（英語：Benjamin Rich；1974年7月1日—），網名破產禿頭（Bald and Bankrupt），英國籍YouTuber，以在前蘇聯國家拍攝旅游探索視頻博客聞名。